# Западный берег реки Иордан
Западный берег реки Иордан (араб. الضِّفَّة الْغَرْبِيَّة‎, ад̣-Д̣иффа ль-Г̣арбийя; в Израиле Иудея и Самария, ивр. יהודה ושומרון‎ Иехуда ве-Шомрон, или הגדה המערבית‎ — «Западный берег») — регион на Ближнем Востоке, который является одной из двух частей частично признанного Государства Палестина (наряду с территорией сектора Газа).
В настоящее время территория Западного берега разделена на три зоны: зона А (17,2 % территории) находится под полным контролем Палестинской национальной администрации (ПНА), зона B (23,8 % территории) — под гражданским контролем ПНА (гражданская власть ПНА и ответственность ПНА за общественный порядок), но под военным (охранным) контролем Израиля, зона C (59 % территории) — под полным контролем Израиля. В зоне А находятся города Вифлеем, Дженин, Иерихон, Калькилия, Наблус, Рамалла, Сальфит, Тубас, Тулькарм, 80 % территории Хеврона и другие.
Планом ООН по разделу Палестины большая часть территории Западного берега предназначалась для арабского государства.
В ходе Арабо-израильской войны 1947—1949 годов территории Западного берега были заняты и аннексированы Иорданией в 1950 году, которая дала им название «Западный берег», чтобы различить его с восточным берегом, который был основной её территорией до войны. Арабским жителям Западного берега Иордания предоставила своё гражданство, которое у некоторых из них сохранилось до сих пор, а еврейские жители c захваченной Трансиорданией территории бежали или были изгнаны Трансиорданией в Израиль. Иорданская аннексия была осуждена многими странами, включая большинство членов Лиги арабских государств. С точки зрения международного права Западный берег реки Иордан находился под иорданской оккупацией.
В ходе Шестидневной войны 1967 года территория Западного берега была занята Израилем. С 1995 года, после подписания 2-го соглашения в Осло (Осло-2) между Израилем и Организацией освобождения Палестины (ООП), части Западного берега контролируются Палестинской национальной администрацией (ПНА), созданной в результате этих соглашений.
С точки зрения Совета Безопасности ООН, Генеральной Ассамблеи ООН и Международного суда ООН, территория Западного берега реки Иордан находится под незаконной израильской оккупацией. С точки зрения Израиля, он «имеет права на „Западный берег“» и считает его спорной территорией до завершения переговоров. После Шестидневной войны Израиль начал создание на территории Западного берега поселений, в которых живут граждане Израиля. Совет Безопасности и Международный суд ООН считают создание таких поселений противоречащим международному праву и Четвёртой женевской конвенции и требуют от Израиля прекратить их создание.
Площадь Западного берега, включая Восточный Иерусалим, составляет 5640 квадратных километров, что составляет 27,1 % (в границах 1949 года) или 25,5 % (с учётом аннексированных территорий) территории Израиля. По официальным данным, население Западного берега (включая Восточный Иерусалим) по состоянию на 2014 год составляет 2 790 331 человек, по оценке ЦРУ США на июль 2014 года — 2 731 052 человека (в том числе арабы — 83 % или около 2,267 млн человек и евреи — 17 % или около 464 тыс. человек).

## Основные исторические события
- До XIII века до н. э. на территории западного берега реки Иордан располагались несколько городов-государств различных ханаанских народов.
- В течение XIII—XII веков до н. э. эти территории были захвачены еврейскими племенами и с тех пор вошли в состав Земли Израиля. Название «Иудея» получила территория, отошедшая племени иудеев (в еврейской терминологии — колену Иехуды).
- В XI веке до н. э. эта территория вошла в состав объединённого Израильского царства, столицей которого вначале был город Хеврон, а затем стал Иерусалим.
- После распада объединённого Израильского царства в X веке до н. э. на его бывшей территории были созданы два царства — Иудея и Израиль. Израильские цари основали новую столицу своего царства — г. Самарию (ивр. שומרון‎). Прилегающая к новой столице территория стала называться Самарией.
- Еврейская государственность была окончательно разрушена Римской империей в период императора Адриана во II веке н. э. после восстания Бар-Кохбы. Земля Израиля была переименована римлянами в провинцию Палестина, созвучно еврейскому названию захватчиков из-за моря (филистимляне, ивр. פלישתים‎) проживавших в ней в прошлом.
- В течение последующих 18 веков эта территория входила поочерёдно в состав Римской империи (до 395 года), Византийской империи (395—614 гг. и 625—638 гг.), Сасанидского государства (614—625 гг.), Арабского халифата (638—1099 гг.), владений крестоносцев (1099—1187 гг. и 1189—1291 гг.), Египта (1187—1189 гг.), Монгольской империи и хорезмийцев (1244—1263 гг.), Египта (мамлюков) (1263—1516 гг.), Османской империи (1516—1917 гг.) и Британского мандата (1917—1948 гг.).

### Современная история
- Согласно Плану ООН о разделе Палестины от 1947 года, почти вся территория Западного берега реки Иордан должна была стать частью арабского палестинского государства, а оставшаяся часть (Иерусалим, Вифлеем и их окрестности) — анклавом под управлением ООН.
- В результате Арабо-израильской войны 1947—1949 годов территории Иудеи и Самарии были заняты хашимитским королевством Трансиордания. В декабре 1948 года для решения их будущего была созвана Иерихонская конференция, на которой была принята резолюция о том, что палестинские арабы желают единства Трансиордании и арабской Палестины и поэтому заявляют о своём желании немедленного присоединения арабской Палестины к Трансиордании. После этого в апреле 1950 года эти территории в одностороннем порядке были аннексированы Трансиорданией (Иорданией после аннексии), которая дала им название «Западный берег», чтобы различить его с восточным берегом, который был основной её территорией до войны. Иордания предоставила жителям Западного берега своё гражданство, которое до сих пор сохранилось у некоторых из них. Жители еврейских поселений на захваченных Трансиорданией территории бежали или были изгнаны Трансиорданией в Израиль. В 1953 году король Хуссейн провозгласил Восточный Иерусалим альтернативной столицей королевства и неделимой частью Иордании. Однако одностороннюю аннексию из всех стран мира признали лишь Великобритания и Пакистан[10]; многие страны, включая большинство членов Лиги арабских государств, её осудили. С точки зрения международного права Западный берег находился под иорданской оккупацией.
- В 1954 году Иорданией был принят закон, предоставляющий право на гражданство всем (кроме евреев), имевшим гражданство Палестины до 15 мая 1948 года и постоянно проживавшим в Иордании с декабря 1949 по февраль 1954 гг.[11]
- В ходе Шестидневной войны (1967) Западный берег был занят Израилем и с тех пор формально находится под его военным контролем.
- В 1988 году Иордания отказалась от своих притязаний на Западный берег в пользу будущего палестинского государства[12]. Иордания подтвердила свой отказ от Западного берега и в 1994 году при подписании мирного договора с Израилем[13][14]. При этом отказ Иордании от территории Западного берега р. Иордан (включая Восточный Иерусалим) в чью-либо пользу не имеет юридической силы как из-за непризнания её прав на эту территорию в период оккупации, так и из-за несоответствия мирному договору между Израилем и Иорданией (1994), в главе 3 которого признано, что границы между государствами должны соответствовать границам, существовавшим в период Британского мандата без учёта изменения статуса территории, произошедшего при её переходе под военный контроль Израиля в 1967 году[13][15].
- В 1993 году между Израилем и Организацией Освобождения Палестины было подписано мирное соглашение в Осло, в результате чего 4 мая 1994 года была создана Палестинская национальная администрация. В течение ряда лет[уточнить] 17 % территории Западного берега были переданы под её гражданский и полицейский контроль и ещё 24 % только под гражданский контроль. 59 % территории Западного берега остались под военным и гражданским контролем Израиля[16].
- В 2003 году Израиль начал строительство разделительного барьера.
- В августе 2005 года Израиль эвакуировал 4 поселения (Ганим, Кадим, Санур и Хомеш) из северной части Западного берега (северная Самария) согласно Плану одностороннего размежевания.

## Границы
Восточную границу образует река Иордан, на западе границу образует зелёная линия (линия прекращения огня между Израилем и арабскими армиями 1949 года). Вдоль границы западного берега Израиль возвёл разделительный барьер. Во многих местах барьер глубоко вдаётся в территорию Западного берега и отклоняется от линии прекращения огня 1949 года. Израиль объясняет постройку барьера необходимостью защиты своего населения от непрекращающихся с 2000 года проникновений на территорию Израиля террористов-смертников. Строительство барьера вызывает активный протест со стороны палестинцев, поскольку барьер создаёт трудности для передвижения, отделяет населённые пункты друг от друга, а земельные участки — от деревень, де факто отсекает в пользу Израиля значительные территории Западного берега. Некоторые палестинские города буквально оказались окружёнными барьером со всех сторон. Существование барьера является одной из причин обвинения Израиля в апартеиде.
На политических картах, издаваемых в СССР, Западный берег р. Иордан (в границах резолюции ООН 1947 года) с начала 60-х годов стал закрашиваться в цвета Иордании, при этом Сектор Газа (включая побережье до Ашдода, а также часть Негева вдоль границы с Египтом) и территория между Ливаном и западным берегом (Галилея) продолжали именоваться в соответствии с резолюцией ООН территориями арабского государства. В связи с провозглашением в 1988 году Государства Палестина территория Западного берега была объявлена его частью, а на советских картах (как и нынешних российских) появились т. н. «Палестинские территории» (несмотря на признание со стороны СССР палестинского государства 18 ноября 1988 года, на картах такого государства так и не появилось, в прилагаемых к атласам таблицах со сведениями о государствах мира также отсутствуют упоминания о Палестине). Ввиду непрекращающейся конфликтной ситуации в регионе, реальные границы и статус Западного берега р. Иордан трактуются противоборствующими и сочувствующими им сторонами по-разному. Тем не менее, позиция ООН остаётся неизменной в том, что эти территории не являются территорией Израиля.

## Название

### Цисиордания
В большинстве романских и некоторых других языках используется новолатинское название «Цисиордания» (Cisjordan или Cis-Jordan), буквально «по эту сторону Иордана». Такое название отчасти обосновано тем, что слово «берег» мало применимо к гористой местности. Территория на противоположном берегу Иордана называется соответственно Трансиорданией и сегодня совпадает с государством Иордания.

### Иудея и Самария
До появления термина «Западный берег», во времена Британского мандата в Палестине, регион именовался историческим названием «Иудея и Самария». Резолюция ООН № 181 1947 года о разделе британской подмандатной территории также упоминает часть региона Иудеи и Самарии, относя Западный берег реки Иордан к территории Арабского государства.
Израильтяне чаще всего используют историческое название «Иудея и Самария», взятое из ТАНАХа — (ивр. יהודה ושומרון‎), применяя также сокращение «Йош» (יו"ש), но иногда (особенно когда речь идёт о международных соглашениях) используют кальку «Западный берег» (ивр. הגדה המערבית‎ «а-гада а-мааравит»).

### Западный берег реки Иордан
До 1948—1949 годов понятие «Западный берег реки Иордан» отсутствовало. После того, как в 1949 году в соглашении о перемирии между Израилем и Трансиорданией был обозначен этот регион, название «Западный берег» (англ. West Bank) стало использоваться сначала иорданцами, а затем перешло в использование в английском и многих других языках.
По мнению Й. Лейтера, «Иордания называла эти территории Западным берегом чтобы стереть лингвистическую и историческую связь территории Иудеи и Самарии с еврейским народом».

## Правовой статус территории
С точки зрения Совета Безопасности ООН территория Западного берега реки Иордан находится под израильской оккупацией.
Израиль оспаривает определение территории Западного берега р. Иордан (включая Восточный Иерусалим) в качестве «оккупированной», настаивая на международном термине «спорная территория». В качестве основных аргументов в пользу этой позиции приводятся оборонительный характер Арабо-израильской войны 1948 года и Шестидневной войны (1967), отсутствие признанного международного суверенитета над этими территориями до 1967 года и историческое право еврейского народа на землю Израиля. Сходной позиции придерживается ряд израильских и зарубежных политиков и ведущих юристов.
После оккупации Израиль не предложил арабским жителям Западного берега своего гражданства и не аннексировал территорию (за исключением Восточного Иерусалима, который был официально аннексирован с предложением местным жителям гражданства), однако начал создавать там еврейские поселения. Создание этих поселений неоднократно осуждалось ООН и многими государствами мира, включая США. Израильская общественная организация «Бецелем» утверждает, что свободный вход арабов в еврейские поселения запрещён, не уточняя, что в основном это связано с обеспечением безопасности их жителей и терактами, проведёнными арабами в поселениях. Ряд источников сравнивают ситуацию на Западном берегу с апартеидом. Ряд других источников отвергает это мнение, заявляя, что ограничения, наложенные на арабских жителей Западного берега, связаны исключительно с безопасностью Израиля. Вопрос о статусе и продолжении строительства поселений на Западном берегу является одной из ключевых проблем в арабо-израильском конфликте. В ноябре 2009 года правительство Израиля под давлением администрации США в качестве жеста доброй воли заморозило на 10 месяцев строительство новых домов в поселениях (кроме Восточного Иерусалима). К возобновлению мирных переговоров с Палестинской администрацией этот жест не привёл, и в сентябре 2010 года, несмотря на протесты США и ряда других государств, строительство в поселениях было возобновлено.
Значительная часть Западного берега реки Иордан сегодня управляется Палестинской национальной администрацией. После подписания в 1993 году Соглашений Осло и последующего создания ПНА территория сектора Газа, за исключением 12 % территории, занимаемой израильскими поселениями, была передана под её контроль. Территория Западного берега реки Иордан была разделена на три зоны:
- А — полный гражданский и военно-полицейский контроль ПНА, 18 % территории, более 55 % палестинского населения Западного берега реки Иордан;
- В — совместный военный контроль ПНА и Израиля и гражданский контроль ПНА, 21 % территории и 41 % населения;
- С — частичный гражданский и полный военный контроль Израиля, 61 % территории и 4 % арабского населения[34][35].

## Демографические данные
По палестинским официальным данным, численность населения территории Западного берега (включая Восточный Иерусалим) по состоянию на июль 2014 года составляла 2 790 331 человек, по оценке ЦРУ США на июль 2014 года — 2 731 052 человек (в том числе арабы — 83 % или около 2,267 млн человек и евреи — 17 % или около 464 тыс. человек). На территории Западного берега проживают около 341 400 еврейских поселенцев, обладающих израильским гражданством; в Восточном Иерусалиме — 196 400 израильских поселенцев. По данным на 2017 год на Западном берегу проживает 636942 израильских поселенца

### Религиозный состав
- 80—85 % — мусульмане
- 12—14 % — иудеи
- 1,0—2,5 % — христиане (в основном православные) и прочие[9].

Около города Наблус (Шхем) сохраняются остатки самаритян, населявших Самарию с древности. Общая их численность — около 350 человек.

### Статистические данные
- Рост населения: 1,99 % (по оценке на 2014 год, 52-е место в мире)[9]
- Доля городского населения — 74,3 % (по оценке на 2011 год)[9].
- Уровень рождаемости: 23,41 рождений/1000 населения (по оценке на 2014 год, 67-е место в мире)[9]
- Уровень смертности : 3,51 смертей/1000 населения (по оценке на 2014 год, 215-е место в мире)[9]
- Грамотность населения: 92,4 %
- Общий коэффициент рождаемости: 2,83 ребёнка/женщину (по оценке на 2014 год, 66-е место в мире)[9][37]

## Список городов
| Поселение   | Население |
| ----------- | --------- |
| Хеврон      | 163 146   |
| Наблус      | 126 132   |
| Дженин      | 39 004    |
| Тулькарм    | 51 300    |
| Ятта        | 48 672    |
| Модиин-Илит | 70 081    |
| Калькилия   | 41 739    |
| Аль-Бире    | 38 202    |

| Поселение    | Население |
| ------------ | --------- |
| Бейтар-Илит  | 54 557    |
| Маале-Адумим | 37 817    |
| Рамалла      | 27 460    |
| Вифлеем      | 25 266    |
| Иерихон      | 18 346    |
| Ариэль       | 19 626    |
| Бейт-Джала   | 15 670    |
| Бейт-Сахур   | 12 367    |